# Hyundai Equus
Hyundai Equus eller Hyundai Centennial er den største og mest luksuriøse personbilsmodel, som Hyundai markedsfører. Modellen blev første gang introduceret i 1999, og sælges primært på det sydkoreanske hjemmemarked.
Den første generation var forhjulstrukken, baseret på samme platform som Mitsubishi Proudia og Kia Opirus, og var forsynet med en V6-motor på 3,5 liter med 210 hk eller en V8-motor på 4,5 liter med en effekt med 285 hk, udført helt i aluminium.
Modellen fik et facelift i 2003, og fik ved samme lejlighed mere udstyr.
Anden generation kom på markedet i 2009. I modsætning til forgængeren har den baghjulstræk, og fås med en 3,7 liters V6-motor med 260 hk og en 4,6 liters V8-motor med 366 hk.
Modellen konkurrerer hovedsageligt med Audi A8/S8, BMW 7-serie, Mercedes-Benz S-klasse og Volkswagen Phaeton.